# Agustín Colazo
Rodrigo Agustín Colazo (Córdoba, 15 novembre 2000) è un calciatore argentino, attaccante dell'Unión (SF).

## Carriera
Colazo è cresciuto nel Belgrano, con cui ha debuttato il 5 dicembre 2020 nell'incontro di Primera B Nacional vinto 3-0 contro l'Independiente Rivadavia. tre settimane dopo ha segnato il suo primo gol nel successo per 2-0 contro il Nueva Chicago.
Nel 2022 è stato prestato al Guillermo Brown, dove ha trovato maggior minutaggio e realizzato 4 reti in 28 incontri. L'anno successivo è nuovamente partito in prestito, questa volta al San Martín (T). Il 16 gennaio 2024 è stato prestato per la terza volta consecutiva, sempre in seconda divisione ma all'Aldosivi.

## Statistiche

### Presenze e reti nei club
Statistiche aggiornate all'11 aprile 2024.
| Stagione        | Squadra         | Campionato      | Campionato | Campionato | Coppe nazionali | Coppe nazionali | Coppe nazionali | Coppe continentali | Coppe continentali | Coppe continentali | Altre coppe | Altre coppe | Altre coppe | Totale | Totale | Totale |
| Stagione        | Squadra         | Comp            | Pres       | Reti       | Comp            | Pres            | Reti            | Comp               | Pres               | Reti               | Comp        | Pres        | Reti        | Pres   | Reti   |        |
| --------------- | --------------- | --------------- | ---------- | ---------- | --------------- | --------------- | --------------- | ------------------ | ------------------ | ------------------ | ----------- | ----------- | ----------- | ------ | ------ | ------ |
| 2020            | Belgrano        | PBN             | 3          | 1          | CA              | 0               | 0               |                    | -                  | -                  |             | -           | -           | 3      | 1      |        |
| 2021            | Belgrano        | PBN             | 14         | 0          | CA              | 0               | 0               |                    | -                  | -                  |             | -           | -           | 14     | 0      |        |
| 2022            | Guillermo Brown | PBN             | 28         | 4          | CA              | 0               | 0               |                    | -                  | -                  |             | -           | -           | 28     | 4      |        |
| 2023            | San Martín (T)  | PBN             | 27         | 0          | CA              | 1               | 0               |                    | -                  | -                  |             | -           | -           | 28     | 2      |        |
| 2024            | Aldosivi        | PBN             | 9          | 3          | CA              | 0               | 0               |                    | -                  | -                  |             | -           | -           | 9      | 3      |        |
| Totale carriera | Totale carriera | Totale carriera | 81         | 10         |                 | 1               | 0               |                    | -                  | -                  |             | -           | -           | 82     | 10     |        |